# Can Llombart
Can Llombart és una casa de Borrassà (Alt Empordà) inclosa a l'Inventari del Patrimoni Arquitectònic de Catalunya.

## Descripció
Casa cantonera totalment restaurada, que conserva molt poc de la seva estructura original. És una casa de planta i baixa i pis, de la qual destacar la porta d'entrada, una porta allindada amb una inscripció feta amb color vermell, però actualment és illegible. També es conserva l'encoixinat a la cantonada. La resta de la casa és pràcticament tota d'obra nova com les finestres o l'encoixinat de la base de la casa que està fet amb pedra, però és d'època contemporània.